# Andamanenshamalijster
De andamanenshamalijster (Copsychus albiventris) is een vogelsoort uit de familie van de vliegenvangers. 

## Verspreiding en leefgebied
Deze soort shamalijster komt voor op de Andamanen. Vaak wordt de soort nog beschouwd als ondersoort van de (gewone) shamalijster: C. malabaricus albiventris.